# 진다
《진다》(힌디어: ज़ंदा, 우르두어: زندہ)는 2006년에 만들어진 발리우드 영화이다. 산자이 굽타가 감독했고 산자이 더트, 존 에이브러햄, 라라 두타등이 출연했다. 각본은 수레시 네어와 산자이 굽타가 맡았다고 하나, 내용은 명백히 《올드보이》를 표절한 것으로 판단된다.

## 줄거리
발라지트 로이(Balajeet Roy)는 촉망받는 컴퓨터 프로그래머로 그의 부인과 함께 인도에서 태국 방콕으로 온다. 어느날 그는 누군가에 의해 납치되고 이후 사설감옥에서 영문도 모른 채 14년 동안이나 갇혀있으면서 TV만 보며 군만두(덤플링)로 연명한다. 어느날 갑자기 사설감옥에서 풀려난 로이는 4일 안에 그를 가둔 사람이 누구이며 왜 가뒀는지 알아내어야 한다. 자신이 왜 납치되었는지 조사하는 도중, 그는 이 사건이 자신이 과거에 저질렀던 일과 관련이 있음을 알게 된다. 바로 그가 고등학생일 때 로힛 초프라(Rohit Chopra)의 누나에 대해 퍼뜨렸던 소문과 관계된 것이었다.

## 출연

### 주연
- 산제이 더트
- 존 에이브러햄

### 조연
- 라라 두타
- 마헤쉬 만레카
- 라젠드라나스 줏시
- 루시타 싱

## 올드보이와 유사점
- 주인공은 아무 이유도 없이 오랜 세월(《올드보이》에서는 15년, 《진다》에서는 14년) 동안 사설 감옥에 갇혔다가 갑자기 풀려나서 짧은 시간(《올드보이》에서는 5일, 《진다》에서는 4일)안에 자신이 왜 갇혔는지 알아내야 한다.
- 감옥에 갇힌 주인공이 오랜 세월 동안 홀로 격투 연습을 하는 장면에서는 화면을 분할하여 TV 화면으로 그가 갇혀있는 동안 세상에서 어떤 일이 있었는지 보여준다.
- 주인공이 갇혀있는 방에 주기적으로 가스를 주입하여 주인공을 정신 잃게 하고, 그동안 방을 정리하거나 주인공에게 누명을 씌울 여러 준비를 한다. 가스를 주입하기 전에 음악이 흘러나온다는 설정도 동일하다.
- 주인공은 부인을 죽였다는 누명을 쓴다.
- 주인공은 풀려나면서 자신을 가뒀던 사람으로부터 새 옷과 휴대폰을 받는다. 높은 건물 위에서 가방안에 들어있다가 풀려나는 설정도 동일하다. 심지어 '옷은 마음에 들어요?'같은 대사도 동일하다.
- 주인공이 받은 핸드폰의 벨소리는 사설 감옥에서 가스를 주입할 때 나오는 음악과 동일하다.
- 주인공은 사설 감옥에서 군만두를 오랜 세월 동안 먹어왔다. 나중에 감옥에서 풀려난 후에는 여러 음식점을 다니면서 군만두를 먹어보며 어떤 음식점의 군만두를 먹어왔는지 알아내고 이른 바탕으로 사설 감옥의 위치를 찾는다.
- 주인공은 사설 감옥에서 장도리로 격투를 벌이고 나중에는 이것을 이용해서 악당의 이빨을 뽑으며 고문하기도 한다.
- 주인공은 사설 감옥에서 여러 명에 맞서 격투를 벌이고, 이 와중에 등에 칼을 맞고 죽은 척했다가 다시 달려든다. 이런 격투 장면을 롱테이크로 보여준다.
- 사설 감옥 격투가 끝난 후, 비틀거리며 거리를 걷던 주인공은 누군가에 부축을 받고 택시를 타게 된다. 주인공은 나중에야 그 사람이 자신을 가둔 사람이라는 것을 알게 된다.
- 주인공을 가둔 사람의 경호원은 과묵한 사람이며, 머리를 흰색으로 염색하고 있다.
- 주인공에게 고문을 당했던 사설 감옥 주인은 나중에 다시 와서 주인공을 고문하여 앙갚음 하려 한다.
- 주인공이 모텔에서 여인과 정사를 벌이고 난뒤, 주인공을 가두었던 사람이 모텔방에 가스를 주입하여 사람들을 잠에 빠지게 하고 방독면을 쓴 채 그들 옆에 나란히 눕는다.
- 주인공은 자신의 연인을 위협한 사설 감옥 주인에게 '그 손을 잘라버리겠다'고 이야기하고, 나중에 실제로 사설 감옥 주인의 손이 잘린 채 상자에 담겨 배달되면서 자신이 도청당하고 있음을 깨닫는다.
- 주인공을 감옥에 가둔 사람은 주인공과 같은 고등학교를 다녔다. 주인공이 학창 시절 퍼뜨린 소문 때문에 자신의 누이가 죽자 이에 복수하고자 주인공을 납치하여 누명을 씌운 것이다.

## 올드보이와 차이점
- 오대수는 15년 동안 갇혀 있다가 5일 만에 자신이 왜 갇혔는지 알아내야 하지만, 로이는 14년 동안 갇혀 있다가 4일 만에 자신이 왜 갇혔는지 알아내야 한다.
- 《올드보이》에서는 오대수가 이우진과 이우진의 누나 사이의 관계를 소문내고 이에 충격을 받은 이우진의 누나가 자살한다. 《진다》에서는 로이가 학교에서 인기있는 여학생들과는 거의 관계를 가져봤다고 소문을 내자, 이에 수치심을 느낀 로힛 초프라의 누나가 자살하는 것으로 나온다.
- 로힛 초프라는 이우진과 달리 주인공의 딸을 매음굴에 팔아 넘겨 복수를 하려 하지만, 결국 그렇게 하지는 않는다.
- 오대수는 술에 취한 채 공중전화를 걸다가 납치되지만, 로이는 바닷가에 있는 그의 집에서 저녁 식사후 납치된다.
- 오대수가 사랑에 빠지게 되는 미도는 일식 요리사이지만, 로이가 사랑에 빠지게 되는 여자는 택시 운전사이며 로이와 아무런 인척관계도 아니다.
- 로이는 오대수와 달리 산낙지를 먹지 않는다.
- 오대수가 감금 상태에서 풀려나고 처음 만나는 '옥상에 걸터앉아 자살하려는 남자'는 《진다》에서 등장하지 않는다.
- 오대수는 TV에서 권투를 보면서 상상 훈련을 하지만, 로이는 사무라이 영화를 보면서 혼자서 검도 연습을 한다. 실제로 로이가 나중에 로힛 초프라의 경호원들과 싸울 때는 가타나를 이용한다.
- 이우진의 누나는 합천댐에서 뛰어내려 익사하지만, 로힛 초프라의 누나는 분신자살한다.
- 오대수가 자신의 신체 일부를 잘라 자신의 잘못에 용서를 비는 장면은 《진다》에 등장하지 않는다.
- 이우진은 권총으로 자살하지만, 로힛 초프라는 투신 자살한다.

## 표절 시비
이 영화에는 원작 만화에는 없는 설정(군만두, 복도에서 장도리를 이용하여 격투를 벌이는 장면, 주인공들의 복장 및 성격)등이 그대로 나타난다는 점에서 《올드보이》의 명백한 표절로 판단된다. 다만, 인도인들의 감각에 맞도록 《올드보이》의 충격적 반전을 대폭 줄였다는 차이점은 분명하다. 올드보이의 제작사인 쇼이스트는 미국 유니버설 영화사 이외에는 판권 계약을 한 적이 없다고 밝혔다. 